# پاک (فیلم ۲۰۱۰)
پاک (انگلیسی: Pure) یک فیلم درام سوئدی به کارگردانی و نویسندگی لیسا لانگست که در سال ۲۰۱۰ منتشر شد. بازی آلیسیا ویکاندر برنده جایزه گلدباگ بهترین بازیگر نقش اول زن در چهل و ششمین دوره جوایز گلدباگ شد.

## داستان
کاتارینا ۲۰ ساله (آلیسیا ویکاندر) با وجود شرایط سختی که در آن زندگی می‌کند با موسیقی موتزارت آرامش پیدا می‌کند. مادرش الکلی است و او برای حمایت از دوست پسرش ماتیاس (مارتین والستروم) متکی است. علیرغم اینکه ماتیاس اشتراکات کمی دارد، کاتارینا را در یک کنسرت کلاسیک همراهی می‌کند تا عشق او به موتزارت را برآورده کند. با این حال، پس از درگیری با تعدادی از دانش آموزان، کاتارینا شغل خود را در مدرسه از دست می‌دهد و خود را بی هدف سرگردان می‌بیند.
او به‌طور تصادفی به سالن کنسرت شهرداری می‌رسد، جایی که او را با یک جوینده کار اشتباه می‌گیرند و داستان دراماتیکی دربارهٔ مادرش اختراع می‌کند. این منجر به استخدام او به عنوان پذیرش می‌شود. کاتارینا وانمود می‌کند که دختر یک پیانیست کنسرت استرالیایی است که به طرز غم‌انگیزی بر اثر سرطان درگذشت. همان‌طور که او در دنیای موسیقی کلاسیک غوطه ور می‌شود، از ماتیاس و مادرش فاصله می‌گیرد.
در نهایت کاتارینا به مقام بالاتری در بخش جوانان سالن کنسرت ارتقا می‌یابد. او در آنجا با یک رهبر ارکستر به نام آدام آشنا می‌شود که خیلی بزرگتر است و خانواده دارد. علیرغم افشای دروغ کاتارینا، آدام به دلیل رمز و راز پیرامون او به عنوان یتیم یک پیانیست کنسرت، به او علاقه‌مند است.

## بازیگران
- آلیسیا ویکاندر
- ساموئل فرولر
- مارتین والستروم